# Karl-Heinz Rummenigge
Karl-Heinz „Kalle“ Rummenigge (* 25. září 1955, Lippstadt) je bývalý německý fotbalový útočník. Pelé ho roku 2004 zařadil mezi 125 nejlepších žijících fotbalistů.

## Fotbalová kariéra

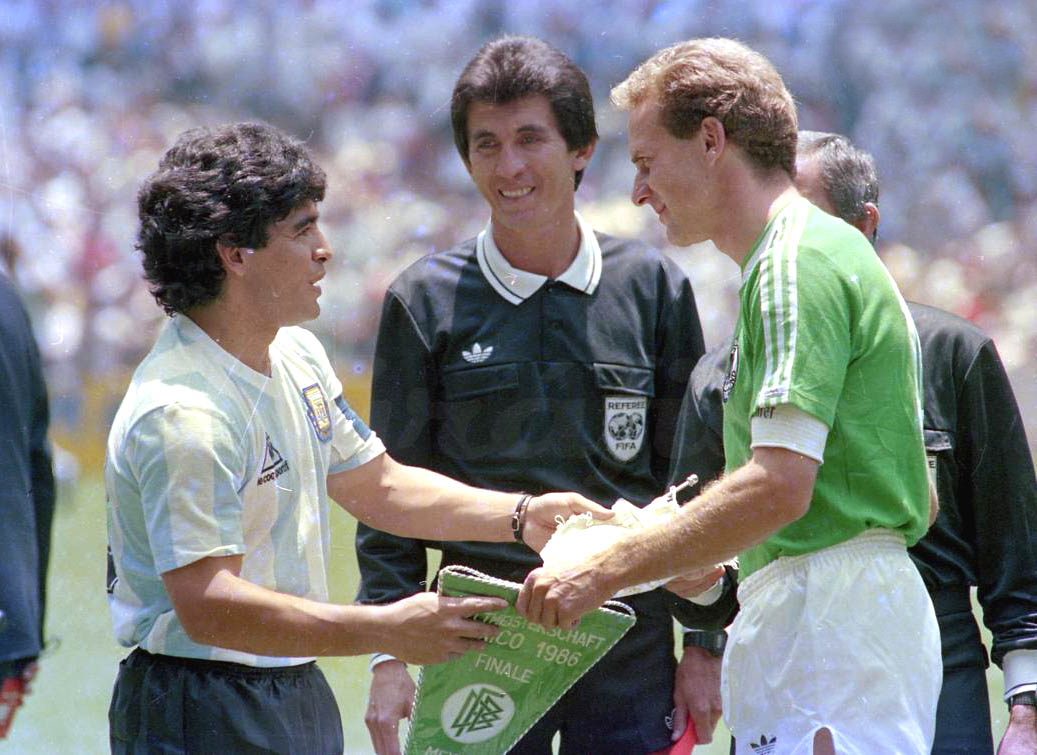
Rummenigge (že jo) s Maradonou, 1986

Během kariéry dosáhl mnoha úspěchů za Bayern Mnichov, se kterým vyhrál Interkontinentální pohár, Evropský pohár a další tituly v lize. V dresu Německa dosáhl druhého místa na Mistrovstvích světa 1982 a 1986 a také byl součástí mužstva, které vyhrálo Euro 1980. V roce 1980 získal v Německu ocenění Fotbalista roku a dvakrát po sobě (1980 a 1981) „evropskou“ cenu Zlatý míč. Třikrát byl nejlepším střelcem německé Bundesligy (1979/80, 1980/81 a 1983/84).